# Рангилешти-Деал (Ботошани)
Рангилешти-Деал (рум. Rânghilești-Deal) насеље је у Румунији у округу Ботошани у општини Санта Маре. Oпштина се налази на надморској висини од 80 m.

## Становништво
Према подацима из 2002. године у насељу је живело 268 становника, од којих су сви румунске националности.